# Puig de la Nao
El Puig de la Nao (en valenciano, Puig de la Nau) es una pequeña formación rocosa situada en el norte del término municipal de Benicarló, municipio de la Provincia de Castellón.  

## Descripción
El Puig de la Nao se encuentra cerca del cauce del barranco de Aguaoliva, que sirve de frontera natural entre los términos municipales de Benicarló y Vinaroz. Su altura ronda los 100m sobre el nivel del mar en su ladera este y alcanza los 162 en su cima. En una de sus cumbres cuenta con la presencia de un vértice geodésico.

## Yacimiento arqueológico
En el Puig de la Nao podemos encontrar uno de los yacimiento arqueológicos iberos de la Comunidad Valenciana: el poblado ibérico del Puig de la Nao. Este poblado íbero, del tipo denominado "de ladera", ha sido habitado desde la Edad del Bronce.